# Черкасски, Петер
Петер Черкасски (нем. Peter Tscherkassky; род. 3 октября 1958 года, Вена, Австрия) — австрийский киноавангардист.

## Фильмография
- Bloodletting (1981)
- Erotique (1982)
- Love Film (1982)
- Freeze Frame (1983)
- Holiday Movie (1983)
- Miniaturen — Many Berlin Artists in Hoisdorf (1983)
- Motion Piction (1984)
- Manufracture (1985)
- kelimba (1986)
- Shot Countershot (1987)
- tabula rasa (1987/89)
- Parallel Space: Inter-View (1992)
- Happy-End (1996)
- L’Arrivée (1997/98)
- Outer Space (1999)
- Get Ready (1999)
- Dream Work (2001)
- Instructions for a Light and Sound Machine (2005)
- Nachtstück (Nocture) (2006)
- Coming Attractions (2010)

## Цитаты
- «… предметом художественной рефлексии этого автора становится именно кино, его рациональные и иррациональные составляющие. Короткие фильмы Черкасски в той же степени и с тем же эмоциональным эффектом заменяют труды по киноведению, в какой, скажем, „Бычьи пастухи“ Гойи заменяют тома литературы по истории Испании XIX века. Используя уже существующий материал, Черкасски разлагает язык кино на отдельные фонемы, создавая чистые визуальные и звуковые эффекты. Его работы — это кино о кино, концентрат серебра, добытый из чужих киноплёнок начиная с самых первых, люмьеровских»[1] — Мария Кувшинова, 2011.